# 한국의 기독교

북감리회
남감리회
북장로회
남장로회
캐나다 장로회
호주장로회
기독교 각파 조선포교 구역도이다.

한국의 기독교(영어: Christianity in Korea)는 크게 보면 두 집단으로 나뉘는데, 대한민국 통계청 자료 2015년 기준 약 980만 명의 개신교와 약 380만 명의 천주교로 구성된다. 일반적으로 조선 시대에 이승훈이 18세기에 로마 가톨릭교회 신앙을 처음 들여올 때부터 한국의 기독교 역사가 시작되었다.

## 전래
기독교는 여러 가지 갈래로 나뉘는데, 크게 동방교회인 동방 정교회(正敎會, Orthodox Church), 서방교회인 천주교(로마 가톨릭교회)와 개신교(改新敎, Protestant Church)로 구분한다. 초창기 한반도에 전래된 천주교는 선교사에 의해 전래된 것이 아닌 '서학'이라는 이름의 순수 학문이자 서양문물의 일종으로 받아들여졌다. 또한 천주교 교회와 조직이 자생적으로 먼저 생긴 후 본격적으로 도입되었으며, 개신교나 동방 정교회는 외국인 선교사들에 의해 전래되었다. 아울러 중국을 통해 전래된 초기 조선의 천주교는 프랑스 가톨릭의 영향을 많이 받았다.
개신교는 미국, 캐나다, 오스트레일리아 등에서 온 전통적 복음주의와 기독교 근본주의 전통이 섞인 장로교, 감리교회, 침례교 선교사들에 의해, 성공회에 소속된 대한성공회는 고교회파 전통의 잉글랜드 선교사들에 의해, 동방 정교회는 러시아 정교회 선교사들에 의해 전래되었다.
한편, 당나라(唐)와 빈번한 문화적 교류를 가졌던 남북국 시대인 8~9세기 경 발해와 신라에 네스토리우스파(경교)가 전래되었을 가능성이 제기되고 있다. 이러한 주장은 '돌십자가', '십자무늬장식' 등 경교와 관련된 것으로 추정되는 유물의 발견에 근거하고 있으나, 실질적인 신앙이 전파되었다는 객관적인 자료는 아직 발견되지 않은 상태이다.

## 한국 개신교 역사
한국개신교 역사는 약 140여년으로 이는 민족과 함께한 복음 140년이 되는 2024년을 의미한다.  1884년 6월 24일 미국 감리교 선교사 R. S. 매클레이가 고종 황제로부터 선교를 허가 받은 지 140년이 되는 2024년의 해를 기념하며 이를 한국 개신교의 역사로 보는 시각이다. 다만 메클레이 선교사가 고종 황제로부터 허가를 받기 1년 전인 1883년 5월 16일 황해도 대구면 송천리에 서상륜과 서경조 형제가 이미 조선 최초의 교회인 소래교회를 설립한 바 있다. 즉 해외 선교사가 조선에서 선교를 시작하기 이전에 이미 조선인들 스스로 교회를 세운 것이다.

## 규모

대한민국 내에서의 기독교 비율의 증가

한국 내에서는 가장 신도가 많은 종교로, 2015년 통계청 조사에 따르면 한국인의 약 27.5%가 개신교와 천주교를 포함한 기독교를 믿는 것으로 조사된다. 대한민국의 경우 1960년대 말까지 백만 명 정도의 개신교인들이 있었다고 알려져 있지만 1980년대에 이르러 세계에서 가장 빠른 증가세를 보였다. 2022년 기준 한국 개신교의 신자수는 국내 인구의 20%, 총 1,031만 8,532명으로 대한민국 내 종교인 인구 1위를 차지하고 있다.
통계청의 2014년 전국 사업체 조사 발표에서 한국의 기독교 단체(교회 및 선교 단체, 기도원 등 기독교 유관 기관) 수는 편의점과 김밥 등 분식 전문점보다 훨씬 많은 5만 5,767개였으며 주로 서울(8,000여 개), 경기(1만 3,000여 개), 인천(3,600개)에 총 2만 4,000여 개가 몰렸다. 5만 여개의 교회에 담임자, 부목사, 전도사, 직원 등 총 11만 명의 종사자가 있으며 여성 비율은 30%에 미치지 못한다. 인구수에 비해서는 서울과 경기에 이어 전남과 전북 지역에 교회가 많았으며 농어촌과 도서 지역에도 비교적 높다.
일제시대로부터의 독립 직후 대한민국과 조선민주주의인민공화국이 분리되면서 양국 내에서의 기독교의 위상은 서로 크게 달라졌다. 1950년 ~ 1953년 한국 전쟁 이전에 한국 기독교인들의 3분의 2가 현 북한으로 불리는 북부 지역에서 살면서 그 중심인 평양직할시가 동방의 예루살렘으로 불리기도 했지만 그 대부분이 전쟁 이후에 대한민국으로 피난을 왔으며, 이후 기독교는 북한정권에 적대하는 대한민국 군사정권의 반공주의에 편승해 반독재 민주화운동을 지지한 일부 교인들을 제외하곤 군사정권을 적극적으로 지지하면서 별다른 핍박없이 성장하였다. 
그러나 북한 지역 내에서 현재 얼마나 많은 수의 기독교인들이 살고 있는지는 정확히 알려져 있지 않지만 "기독교가 바로 미제국주의의 조선침략 수단으로 이용되었다"고 하면서 기독교 경전인 "성경책을 소지하면 간첩죄"로 처벌받기도 하지만 예수의 민주주의적 모습 때문에 독재를 일삼는 정치권력의 탄압을 받을 수 밖에 없기에 대부분 지하 교회 형태로 믿음을 유지하면서 당국에 적발되면 "수용소에 끌려가 고문 당하거나 죽음에 이른다."는 내용이 선교사들을 통해 국내에 유포될 정도로 활동이 없으며 봉수교회 등 일부 허가를 받은 교회의 활동만이 존재한다.

## 사회·문화적 영향
조선시대 후기에 로마 가톨릭의 자생적 발생을 시작으로 한반도에 뿌리내리기 시작한 기독교는 신분사회에서 평등사회로 나아가는 열쇠로 작용하였다고 평가받는다. 한국사회에서 양반과 일반 민중, 남성과 여성 등의 구분없이 함께 삼위일체 하느님을 신앙할 것을 강조함으로써 인간 간의 평등을 실천하는 데 영향을 미쳤으며, 성가와 성경의 한국어 번역을 통한 한글 교육의 보급, 학교 설립, 의료 사업 등의 많은 사회적 공헌을 하였다. 올리버 R. 에이비슨등 선교사들의 지속적인 노력으로 1896년 2월 백정(屠漢)들에게도 면천(免賤)이 허용되어 평민들과 같이 갓[漆笠]을 착용할 수 있었으며, 1896년 9월 백정들도 호적에 오를 수 있게 되었다.

### 신자 비율
이후 일제강점기가 시작된 이후 기독교 전파를 위해 들어온 외국인 선교사들은 일본 제국의 강제적인 통치에서 좀 더 자유로웠기에 기독교계 교육시설은 일본 정권으로부터 보다 자유로운 분위기에서 서구적 사상을 접하는 통로가 되기도 하였다. 일제강점기 1600만명 인구 중에서 기독교인 29만명으로 구성된 교회 조직이 조선인의 문맹 퇴치를 위한 교육을 비롯하여 의료, 구휼 사업 등에 적극적이었던 기독교는 독립운동에 적극적으로 가담하여 기미독립선언서에 서명한 33인 중에 16명이 기독교 신자였으며 삼일운동으로 투옥돼 재판받은 사람 가운데 기독교인은 장로회 총회장이던 평양의 김선두 목사, 경북노회장이던 대구의 이만집 목사 등 전체의 17.6%였을 정도로 민족운동과 독립운동에 앞장섰다. 그러나 이후 순교자를 배출할 정도로 탄압이 심해지자 일부를 제외하고 황민화 정책, 침략전쟁에 협력하는데 앞장섰다.

### 이승만 정부
1945년 8월 15일 광복 이후 북한 출신의 개신교인을 활용한 미군정 통치로 인하여 미국의 영향이 강해진 것과 더불어 일본이 남긴 종교 적산(한경직 목사의 서울 영락교회, 김재준 목사의 서울 경동교회, 송창근 목사의 서울 성남교회 등)을 우선 양도받고, 한국전쟁이 계기가 되어 도입된 군종 장교 제도를 독점(1967년에 불교 등에 개방하였으나 개신교의 군종장교 비율은 1997년 66.7% 2004년 58.3% 2018년 4월 258명으로 전체 군종장교 492명 가운데 52.4%) 하는 등의 특혜도 얻어 빠르게 성장하였다. 초기에는 기복 신앙(박정희 정부 이후 개발독재와 맞물려 "금전적 축복이나 물질적 풍성함이 신의 뜻"이라고 믿으며 "자신들의 물질적 부를 증가시킨다"고 믿는 신앙이 확산됨 신명기 8장 18절)이라는 믿음이 주를 이루었다. 
해방 이후 이북에 소련이 진주하고 조선로동당이 자리잡으며 기독교에 대한 박해가 시작되었다. 6.25 전쟁을 계기로 이북의 많은 기독교인들이 남하하였으며 개중에는 서북청년단 등 정치 활동을 하기도 하였다. 북한 지역에서 내려온 반공주의자들이 중심을 이루면서 공산주의를 요한계시록에 등장하는 '붉은 용'에 비유하는 등 북을 악마화하는 서북청년단 등의 극우 단체를 구성하여 제주도 4·3 항쟁, 여순 사건, 대구시 10월 사태의 진압에 가담하여 이승만 정부 단독 정부 수립을 지원하였다. 한반도 전체 개신교 신자의 60%인 20만 명이 북한에서 살다가 7만 ~ 10만 명이 해방에서 한국전쟁 사이에 장로교와 감리교 중심으로 남한으로 이동했기 때문에 가능한 현상이었다. 대한민국의 초대 대통령인 이승만이 기독교도였기에 기독교는 기독교입국론 등 해방후 정치 판도에 영향을 주었다. 한국전쟁 휴전 이후 대한민국 내 기독교인은 50만명에 달했다. 

### 박정희 정부
박정희 정부 시기인 1961년 60만 7천여 명이었다가 박정희가 사망한 1979년 598만여 명으로 급증했다. 1961년 5월 16일 박정희를 중심으로 한 군사정변이 발생하자 민간사절단이라는 특사로 영락교회 한경직 목사, 김활란 등 개신교계 인사들이 미국을 방문해 쿠데타 당위성을 밝히며 설득했으며 군사정권 이후 반공 통치를 강화하자 아시아기독교반공대회, 세계기독교반공대회, 빌리 그레이엄 목사가 여의도에서 개최한 민족 대복음화 집회 등 국제행사를 개최했고, 기독교반공협회와 기독교반공교육협회 등 다양한 반공단체를 조직하는 등 반공여론 확산을 통해 박정희 정권을 지원했으나 진보적인 개신교인이 중심이 되었던 한국기독교교회협의회가 반독재 민주화 운동의 거점 역할을 하면서 교계에서 주도권을 가졌다. 그럼에도 당시 반공연맹 임원을 맡은 영락교회 한경직 목사가 정부를 지원하는 활동을 하면서 대통령에게 "저희 교회에서 그날 반공예배를 보았습니다"라고 하자 박정희는 "종교 그 자체가 반공 그 자체가 아니겠느냐"며 "신앙을 가진다는 것이 바로 반공하는 것”이라고 말했다. 한국대학생선교회(CCC)를 만든 김준곤 목사가 제안해 1968년 열린 첫 공식 국가조찬기도회에서 "박정희 대통령이 이룩하려는 나라가 속히 임하길 빈다"며 "우리나라의 군사혁명이 성공한 이유는 하나님이 혁명을 성공시킨 것"이라고 말했던 김준곤 목사는 10월 유신이 선포되자 "민족의 운명을 걸고 세계의 주시 속에 벌어지고 있는 10월 유신은 하나님의 축복을 받아 기어이 성공시켜야 하겠다"는 내용의 환영 메시지를 발표할 정도로 군사정권과 유착한 보수 개신교세력들은 정교분리를 외치면서 진보 개신교 세력의 민주화 활동을 비판하였다. 1975년 4월 9일 인혁당 재건위 사건 피고인들이 사형선고 20시간 만에 사형에 처하는 등 인권 문제가 거론되자 각 교단들이 기독교범교단지도자협의회를 결성하고 한경직 목사를 회장으로 선출해  "최근 인도차이나 사태에 따른 공산주의의 위협을 중시해 이에 대해 최대의 관심을 기울인다"는 성명을 발표하고  6월 22일 개신교 보수세력이 중심이 돼 서울 여의도광장에서 40만 명이 모여 '나라를 위한 기독교 연합 기도회'를 열고 한경직 목사가 대회사에서 "북한 공산주의자들은 지금 남침야욕에 혈안이 돼 있다"고 지적하면서 "나라 없이는 신앙도 자유도 재산도 모두 잃게 되므로 자유 민주국가를 지키기 위해서는 온 국민이 깨어나 함께 기도하자"고 했다. 1977년 8월에 서울 여의도광장에서 150만 명이 참여한 가운데 '77민족복음화대성회'를 열고 "우리는 계속 복음화의 기수가 될 것을 다짐한다. 김일성 북한 괴뢰정권은 침략야욕을 버리고 정부의 통일 노력에 호응하라. 미국은 주한미군 철수를 중지하고 우방으로서 신의를 지키라"는 결의문을 발표했다. 

### 전두환 정부
박정희가 부하 김재규에서 암살당하고, 1980년 5월 광주항쟁을 진압한 직후인 8월 6일 서울 롯데호텔에서 전두환 국가보위비상대책위원회 상임위원장을 이스라엘의 지도자인 여호수아에 비교하며 "어려운 시기에 막중한 직책을 맡아 사회악을 제거하고 정화할 수 있게 해 주셔서 감사하다”는 내용의 조찬기도회를 열었다. 전두환에게 충성을 맹세하는 장면을 공중파 방송을 통해 전국에 생중계했으며 이후에도 민주화의 열풍으로 정권이 위기에 처하던 1987년 10월 3일 서울 여의도광장에서 '나라와 민족을 위한 기도 대성회' 등을 열고 여의도순복음교회 조용기 목사, 영락교회 한경직 목사, 극동방송 사장인 김장환 목사 등이 당시 시기를 "북한의 테러위협과 학생시위, 노동쟁의로 분열과 대립"의 시기로 규정하는 등 대형교회를 중심으로 평신도들을 동원해 대규모 기도회를 열고 공산집단의 붉은 마수의 흉계를 경계하고, 정치인 근로자 학생 모두의 자성을 촉구하는 등 4개항의 결의문을 채택했다.
5공화국 집권 초기에는 진보 종교계 와해 공작 일환으로 박철언 당시 청와대 정무비서관이 지휘하여 종교 대책반을 편성해 운영하면서 "한기총 창립 등 보수 온건세력 조직화를 지원했다"는 의혹이 제기되었다. 
그러나 박종철 고문치사 사건을 폭로한 천주교정의구현전국사제단처럼 민주화를 촉진시키는 역할도 하였다.

### 1988년 민주화 이후
10년마다 통계청이 발표하는 인구주택총조사에서 1985년 649만 명, 1995년 876만 명으로 늘어났다. 이처럼 기독교도의 수는 개신교를 중심으로 1960년대부터 1990년대까지 빠르게 증가하여 내부적으로는 "부흥"했다는 평가를 받는다. 노무현 정부에서 사학 비리 척결을 위해 사학법 개정을 추진하자 사학 자율권 침해를 이유로 당시 야당과 함께 강력하게 반대를 하였으며 이명박 정부 이후 일부 진보적인 개신교인이 4대강 사업 반대 목소리를 내기도 했으나 특별히 목소리를 내지 않다가 2017년 박근혜 대통령에 대한 헌법재판소의 탄핵심판이 진행되던 시기에 대통령 탄핵 기각을 위한 국민 총궐기 운동본부가 주최한 집회에 앞서 한국기독교총연합회와 한국교회연합이 서울 광화문 사거리에서 '3.1 만세운동 구국기도회'라는 사전 집회를 열었으며 한국교회총연합회는 서울 잠실실내체육관에서 2017한국교회대각성 기도회를 열어 "난국에 빠진 우리나라와 교회를 구하기 위해 회개운동을 벌이자"고 했다.
박근혜 대통령이 탄핵되고 보궐선거를 통해 문재인 대통령이 당선되면서 문재인 정부가 출범하자 전광훈 목사가 대표회장으로 있는 한국기독교총연합회는 문재인 정부에 대해 "공산주의, 사회주의로 간다"며 "자유를 빼앗길 수 없다"면서 청와대 앞 분수대 광장과 광화문광장에서 구국기도회를 열며 태극기집회, 자유한국당 집회에 합세하여 대통령 하야를 주장하였다.
노무현 정부 시기인 2005년에 862만 명으로 다소 줄었으나 이후 2015년 조사에서 968만 명으로 기존의 부동의 1위였던 15.5%(761만 명)의 불교를 처음으로 제치고 19.7%를 기록하면서 개신교가 신자수 1위를 기록했다. 이때 천주교는 7.9%(389만 명)였다. 개신교인은 기본적으로 "권세에 복종하라"는 로마서에 기록된 바에 따라 정치권력에 우호적인 태도를 지녔으나 군사정권이나 이들을 계승하는 정권에서 일부 진보적인 신자들이 중심이 되어 민주주의와 인권에 대한 목소리를 내면서 정권과 대립하였으며 보수적인 신자들은 김대중 정부와 이를 계승하는 노무현 정부, 문재인 정부에서 대북 포용정책을 펴는 것에 반발하여 반공주의에 입각한 대북 적대적인 입장에서 정권과 대립하면서 사학법 개정을 통한 사학 개혁에 대해 종교 자율성 침해, 차별금지법에 의하여 동성애 옹호 등에 의한 종교의 자유 침해 등 이해관계까 얽힌 정책에 대해서도 정권과 대립하였다.

## 현황

### 대한민국의 개신교
| 교단                   | 교회수 | 성인 교인 | 최대치 교인 |
| ---------------------- | ------ | --------- | ----------- |
| 대한예수교장로회(합동) | 4,561  | 772,000   | 1,930,596   |
| 대한예수교장로회(통합) | 5,100  | 830,000   | 1,660,248   |
| 기독교대한감리회       | 3,507  | 503,000   | 1,048,000   |
| 기독교한국침례회       | 2,637  | 717,197   | 800,437     |
| 기독교대한하나님의성회 | 1,250  | 474,200   | 1,185,480   |
| 기독교복음교회         | 1,623  | 301,000   | 601,801     |
| 대한예수교장로회(개혁) | 901    | 171,000   | 427,943     |
| 예수교대한성결교회     | 618    | 121,408   | 362,346     |
| 대한예수교장로회(보수) | 972    | 140,000   | 310,111     |
| 한국기독교장로회       | 1,140  | 126,000   | 285,350     |
| 대한예수교장로회(고신) | 1,101  | 71,500    | 178,853     |
| 대한성공회             | 100    |           | 50,000      |
| 그리스도교회연합       | 309    | 56,800    | 103,265     |
| 기타(171개교단)        | 15,075 | 1,292,538 | 3,031,457   |
| 계(185)                | 38,882 | 5,601,243 | 12,049,110  |
|                        |        |           |             |
| 복음주의자             |        | 3,818,000 | 9,188,000   |
| 오순절/카리스마틱      |        | 743,000   | 1,860,000   |

### 교회 개혁을 위한 논제들

##### 종교적 흑백논리 (Spiritual Dualism)
미국과 한국의 보수적 복음주의 기독교인들은 영혼구원과 사회구원을 흑백논리처럼 구분하는데 이를 이분법이라고 한다. 이를테면 하나님이 사람이 되어 세상에 들어온 사건인 그리스도의 성육신을 본받기보다는 우리가 사는 사회를 성(聖)과 속(俗), 영혼과 육신으로 구분하여 기도, 예배, 목회, 전교, 교회일은 경건한 하나님의 일이고, 직장에서의 일, 학문 공부는 먹고 살기 위해 마지 못해 하는 세상적인 일로 비하되는 현실도피적인 신앙과 성서에서는 구원을 그리스도의 하나님나라 복음으로 사람, 정치, 경제, 사회를 바꾸는 것으로 이해하는 것도 이분법의 하나이다.

##### 신학에 대한 천시 (Contempt of Theology)
기독교인들이 믿는 내용을 논리적으로 설명하는 기독교 사상의 뿌리인 신학에 대한 천시는 뿌리없는 신앙인데도, 신학은 어렵고, 신앙생활과 관련이 없고, 위험하다는 편견, 그리고 기독교 사상을 지나치게 단순화시키는 단순주의 때문에 일부 성직자들과 대다수의 신도들은 신학을 무시하는 신학무용론에 빠져 있다. 한국의 복음주의 기독교인들과 성향이 비슷한 미국의 복음주의 기독교인들은 신학과 교리에 대해 그다지 관심이 없다.

##### 종교적 단순주의 (Spiritual Simplism)
반(反)복음적인 구조적인 악을 외면한 채, 아르헨티나의 해방신학자이자 철학자인 엔리케 뒤셀이 '하나님의 형제들을 짓밞고 올라서는 죄'라고 부른 자본주의 사회에서의 번영과 성공을 정당화하고 추구하는 기복신앙, 하느님 나라 건설을 위해 협력해야 할 교회들이 교회성장을 위해 경쟁하는 문제, 고대교회의 신앙고백인 니케아 신조와 사도신조에 근거하여 거룩함과 보편성을 드러내어야 할 교회가 종교 서비스 기관으로 타락한 종교적 상업화와 이로 인한 인간 소외등 한국 기독교는 개혁해야 할 숙제들이 많다.

##### 성육신 없는 은혜 (Grace without Incarnation)
현대신학의 거장 중 한 사람인 디트리히 본회퍼가 교회를 죽이는 맹독인 값싼 은혜라고 비판한 "십자가 없는 은혜, 그리스도를 따름이 없는 은혜, 성육신이 없는 은혜"가 한국 기독교인들에게 흔하게 발견되고 있다. 이는 "나를 따르라."고 제자들에게 말한 그리스도의 부름을 외면하는 것이며, 교회 스스로를 싸구려로 만드는 것이다. 또한
"어떤 사람에게 예수를 파는 것은 어떤 사람에게 신발 한 켤레 파는 것과 비슷한 것이 되고 말았다... 예수는 상품이고 죄인은 소비자이며 복음 전도자는 상품 포장과 마케팅 대리인이 되었다. 이런 구도에서는 인간들은 빚진 자라기보다는 오히려 구매자들인 것이다." 마이클 호턴의 자신의 기록이 이를 잘 보여주고 있다.

##### 헌금 봉헌
구약에서 제사장에 의하여 양 따위를 번제로 드리는 속죄제는 신약에서 예수그리스도의 십자가 흘린 보혈의 값으로 죄를 사함받는것을 믿는것으로 대체되었다. 하나님께로부터 삶이 운영되는것을 믿으며 그 모든 소유는 창조주 하나님께 있음을 시인하고 감사하기를 잊지 않기 위하여 드린 예물로 보통 십일조나 감사헌금등이 있다. 특히 오늘날 민주주의의 근간이 된것이 헌금인데, 이는 소득세, 부가세 10% 등을 국가에 내어서 국가가 다시 사회에 베풀며 그로인해 사회의 안정된 자본흐름이 생성되는것을 예로 들 수 있다. 그러나 오늘날의 세금의 역할은 제대로 적용되지 못하는 부분이 크며, 그것은 세상의 매체와 많은 문화들이 사람들을 경쟁시키고 성공이란것을 왜곡시켜서 갖은 사리사욕, 부정부패들이 정사구분없이 나타나기 때문이다.

## 같이 보기
- 대한민국의 종교
- 한국의 로마 가톨릭교회
- 기독교
- 개신교
- 장로교
- 총회
  - 한국 정교회
  - 대한성공회
  - 대한예수교장로회
  - 한국기독교장로회
  - 한국예수교장로회
  - 한국장로교총연합회
  - 한국장로회총연합회
  - 대한예수교장로회연합회
  - 대한예수교장로회총회연합회
  - 한국 천주교 주교회의
- 한국기독교교회협의회
- 한국교회연합
- 전국신학대학협의회

## 참고 자료
- 이 문서에는 다음커뮤니케이션(현 카카오)에서 GFDL 또는 CC-SA 라이선스로 배포한 글로벌 세계대백과사전의 내용을 기초로 작성된 글이 포함되어 있습니다.